# Cases Guardiola
Les Cases Guardiola són un conjunt arquitectònic situat als carrers de la Riera Alta i del Bisbe Laguarda del Raval de Barcelona, inclòs a l'Inventari del Patrimoni Arquitectònic de Catalunya.

## Història
El 1910, arran de l'incendi del monestir de les monges Jerònimes durant la Setmana Tràgica, la major part dels terrenys foren adquirits per la recentment constituïda societat anònima Compañía General de Coches y Automóviles, que promogué la reurbanització de la zona amb l'obertura del nou carrer del Bisbe Laguarda.
El 1928, Ferran Guardiola i Martínez va promoure un grup de vuit cases entre l'església del Carme i el carrer de la Riera Alta, projectades per l'arquitecte Joan Gordillo i Nieto, que fou arquitecte municipal de Girona.

## Descripció
Es tracta d'un conjunt de vuit (agrupats per parelles) blocs d'habitatges de renda que dibuixen una cantonada arrodonida a la confluència dels dos carrers, coronada per un templet circular sobre parells de columnes. Al carrer de la Riera Alta, el bloc recula respecte a l'antiga alineació del carrer, que encara es fa patent en els edificis veïns (vegeu fàbrica de xarops i orxates Tarragó i Bohigas).
Consten de planta baixa, amb els accessos a les finques i locals comercials, i sis pisos, totes elles amb balcons arrodonits de barana de ferro de motius déco i clàssics, amb llosanes recolzades en mènsules esculpides amb medallons i fullatge. La planta principal es distingeix per les balconades amb balustrades sinuoses. El portal del carrer de la Riera Alta està emmarcat per doble parella de columnes, amb entaulament, cornisa amb dentells i frontó triangular trencat per un medalló amb orla esculpida. Cada finca se separa de la següent per dobles parelles de pilastres que presenten capitells esculpits a l'alçada del pis principal i al sisè. La construcció es corona amb cornisa mixtilínia ornada amb dentells, hídries i frontó curvilini amb la data XCMXXIX. El format de les obertures és variat, en arc de punt rodó, amb llinda recta o decorada amb mènsules esculpides a l'intradós, i totes elles presenten el contorn destacat amb ressalts i motllures d'estuc. Els terrats que cobreixen els blocs són plans i tenen claraboia d'il·luminació per al cos d'escales.
El repertori clàssic de la composició i dels elements ornamentals estan en la línia més monumentalista del Noucentisme, derivada de les Beaux-Arts franceses.